# Jevetta Steele
Jevetta Steele, née à Gary dans l'Indiana le 11 novembre 1963, est une chanteuse américaine de gospel.
Elle a également une sœur et trois frères.
Elle est mariée et a trois enfants.

## Biographie
Malgré ses débuts dans le rock et des collaborations avec a-ha, Prince & The New Power Generation, Prince ou George Clinton, elle arrêta rapidement sa carrière solo réellement lancée par Here It Is. Le single Hold Me la fera connaître et Calling You de Bob Telson, comme bande-originale du film Bagdad Café parachèvera son succès. Elle continue sa carrière en reprenant des collaborations avec Christian Falk notamment.

## Albums
- Here It Is (Hold Me - EP)
- Jevetta Steele
- My Heart